# Anisodes pantophyrta
Anisodes pantophyrta là một loài bướm đêm trong họ Geometridae.